# Seznam rozhleden ve Zlínském kraji
Seznam rozhleden ve Zlínském kraji představuje výčet rozhleden a vyhlídkových věží, které se nachází ve Zlínském kraji.
Vzhledem k nejednoznačné definici rozhleden a stále přibývajících staveb tohoto druhu je pravděpodobné, že seznam nebude úplný.

## Seznam
| Název                                 | Obrázek           | Galerie                                                           | Výška [m] | Okres            | Kóta [m n. m.] | Geosouřanice                     | Stručný popis | Stav                                                  |
| ------------------------------------- | ----------------- | ----------------------------------------------------------------- | --------- | ---------------- | -------------- | -------------------------------- | --- | ----------------------------------------------------- |
| Brdo                                  |                   | Kategorie „Brdo (586,7 m)“ na Wikimedia Commons                   | 24        | Kroměříž         | 586            | 49°10′14″ s. š., 17°18′30″ v. d. | Kamenná rozhledna Brdo se nachází na nejvyšším bodě pohoří Chřiby. | Přístupná za poplatek                                 |
| Búřov                                 |                   |                                                                   | 6         | Vsetín           | 660            | 49°24′36″ s. š., 18°5′53″ v. d.  | Dřevěná rozhledna na stejnojmenném vrchu ve Valašské Bystřici. | Volně přístupná                                       |
| Súkenická (Čarták)                    |                   | Kategorie „Čartak“ na Wikimedia Commons                           | 40        | Vsetín           | 953            | 49°22′14″ s. š., 18°16′52″ v. d. | Betonová rozhledna obložená smrkovým dřevem s vysílačem mobilního operátora. | Přístupná                                             |
| Čubův kopec                           |                   | Kategorie „Čubův kopec“ na Wikimedia Commons                      | 18        | Vsetín           | 720            | 49°11′41″ s. š., 18°7′57″ v. d.  | Dřevěná rozhledna nacházející se na stejnojmenném kopci. | Volně přístupná                                       |
| Doubrava                              |                   | Kategorie „Doubrava (rozhledna)“ na Wikimedia Commons             | 55        | Zlín             | 667            | 49°8′8″ s. š., 18°4′25″ v. d.    | Ocelová rozhledna s vysílačem mobilního operátora. | Přístupná za poplatek                                 |
| Rozhledna Doubí                       |                   | Kategorie „Doubí (rozhledna)“ na Wikimedia Commons                | 8         | Uherské Hradiště | 358            | 49°2′21″ s. š., 17°18′13″ v. d.  | Dřevěná rozhledna na návrší Doubí u Vážan. | Volně přístupná                                       |
| Floriánka                             |                   | Kategorie „Floriánka (Polešovice)“ na Wikimedia Commons           | 20        | Uherské Hradiště | 329            | 49°2′17″ s. š., 17°19′35″ v. d.  | Dřevěná rozhledna s ocelovou konstrukcí s točitými schody. | Volně přístupná                                       |
| Hostýn                                |                   | Kategorie „Hostýn (observation tower)“ na Wikimedia Commons       | 15        | Kroměříž         | 736            | 49°22′49″ s. š., 17°42′6″ v. d.  | Kamenná rozhledna na stejnojmenném kopci u Bystřice pod Hostýnem. | Přístupná za poplatek                                 |
| Hráběcí                               |                   |                                                                   | 13        | Uherské Hradiště | ~290           | 49°1′10″ s. š., 17°35′40″ v. d.  | Dřevěná rozhledna stojící u obce Vlčnov. | Volně přístupná                                       |
| Jarcová                               | Rozhledna Jarcová | Kategorie „Jarcová (observation tower)“ na Wikimedia Commons      | 14        | Vsetín           | 476            | 49°26′42″ s. š., 17°57′21″ v. d. | Dřevěná rozhledna tyčící se dříve nad obcí Jarcová u Valašského Meziříčí. Stav dřevěné konstrukce se zhoršil natolik, že rozhledna musela být na konci května 2018 bez náhrady odstraněna.                                              | Odstraněna 2018                                       |
| Jurkovičova rozhledna                 |                   | Kategorie „Jurkovičova rozhledna“ na Wikimedia Commons            | 31        | Vsetín           | 480            | 49°28′15″ s. š., 18°9′54″ v. d.  | Dřevěná rozhledna podle návrhu architekta Jurkoviče. Vystavěna na Karlově vrchu v Rožnově pod Radhoštěm. | Přístupná za poplatek                                 |
| Kelčský Javorník                      |                   | Kategorie „ Kelčský Javorník“ na Wikimedia Commons                | 35        | Kroměříž         | 865            | 49°24′ s. š., 17°45′56″ v. d.    | Rozhledna nacházející se na nejvyšším bodě pohoří Hostýnské vrchy v katastru obce Rajnochovice. | Volně přístupná                                       |
| Kostelany                             |                   |                                                                   | 5,2       | Kroměříž         | 385            | 49°12′3″ s. š., 17°23′16″ v. d.  | Dřevěná rozhledna v areálu Ranče Kostelany. | Volně přístupná                                       |
| Králov                                |                   |                                                                   | 13        | Uherské Hradiště | ~345           | 48°59′36″ s. š., 17°41′30″ v. d. | Dřevěná rozhledna stojící v polích u obce Bánov. | Volně přístupná                                       |
| Královec                              |                   | Kategorie „Královec (rozhledna)“ na Wikimedia Commons             | 21,5      | Zlín             | 655            | 49°8′2″ s. š., 18°2′18″ v. d.    | Dřevěná rozhledna na stejnojmenném kopci u Valašských Klobouků. | Volně přístupná                                       |
| Kunovická hůrka                       |                   |                                                                   | 7         | Vsetín           | 587            | 49°25′14″ s. š., 17°48′47″ v. d. | Dřevěná rozhledna na stejnojmenné hoře nad obcí Rajnochovice v katastru obce Kunovice. | Volně přístupná                                       |
| Lebedov                               |                   | Kategorie „ Rozhledna Lebedov“ na Wikimedia Commons               | 9         | Kroměříž         | 265            | 49°12′45″ s. š., 17°17′12″ v. d. | Dřevěná rozhledna poblíž mlýna zvaného Koláček u obce Lebedov. | Volně přístupná                                       |
| Lhotka                                |                   | Kategorie „Lhotka (observation tower)“ na Wikimedia Commons       | 35        | Uherské Hradiště | 285            | 49°3′24″ s. š., 17°35′18″ v. d.  | Ocelová rozhledna s vysílačem mobilního operátora.. | Volně přístupná během sezóny                          |
| Maják Šrotík                          |                   | Kategorie „Šrotík“ na Wikimedia Commons                           | 27        | Uherské Hradiště | 176            | 49°4′26″ s. š., 17°25′37″ v. d.  | Betonová rozhledna ve tvaru majáku ve Starém Městě. | Přístupná za poplatek                                 |
| Maruška                               |                   |                                                                   | 16        | Vsetín           | 664            | 49°21′57″ s. š., 17°49′43″ v. d. | Dřevěná rozhledna na vrchu Maruška u obce Hošťálková | Volně přístupná                                       |
| Miloňová                              |                   | Kategorie „Miloňová (observation tower)“ na Wikimedia Commons     | 24        | Vsetín           | 846            | 49°22′51″ s. š., 18°20′17″ v. d. | Rozhledna na stejnosmeném vrchu má nosné sloupy ze smrkové kulatiny stojící na železobetonových základech na šestibokém půdorysu. Věž rozhledny se směrem k vrcholu zužuje do jehlanového tvaru se střechou pokrytou štípaným šindelem. | Volně přístupná                                       |
| Modrá                                 |                   | Kategorie „Modrá (rozhledna)“ na Wikimedia Commons                | 12        | Uherské Hradiště | 268            | 49°7′9″ s. š., 17°24′12″ v. d.   | Dřevěná rozhledna tyčící se nad obcí Modrá. | Volně přístupná                                       |
| Na Strážné                            |                   | Kategorie „Na Strážné (observation tower)“ na Wikimedia Commons   | 14        | Zlín             | 347            | 49°15′20″ s. š., 17°35′46″ v. d. | Dřevěná rozhledna na betonovém základě, na kopci Strážná u Hostišové. | Uzamčená, klíč je k dispozici v nedalekém občerstvení |
| Nad Vojanskú                          |                   | Kategorie „Pod Vojanskú (observation tower)“ na Wikimedia Commons | 13        | Uherské Hradiště | ~420           | 48°58′32″ s. š., 17°46′53″ v. d. | Dřevěná rozhledna stojící na úpatí kopce u Bystřice pod Lopeníkem. | Volně přístupná                                       |
| Obecnice                              |                   |                                                                   | 13        | Uherské Hradiště | 597            | 48°54′50″ s. š., 17°40′13″ v. d. | Dřevěná rozhledna stojící na stejnojmenném vrchu u obce Strání, v katastru obce Korytná. | Volně přístupná                                       |
| Rovnina                               |                   | Kategorie „Rovnina (observation tower)“ na Wikimedia Commons      | 49,5      | Uherské Hradiště | 336            | 49°4′17″ s. š., 17°30′47″ v. d.  | Ocelová rozhledna s vysílačem mobilního operátora. | Přístupná                                             |
| Rozhledna Na vodojemu Kunovice        |                   |                                                                   | 11        | Vsetín           | 433            | 17°48′55″ s. š., 49°26′51″ v. d. | Obecní rozhledna postavená na budově nového vodojemu v obci Kunovice. | Volně přístupná                                       |
| Salaš                                 |                   | Kategorie „Salaš (rozhledna)“ na Wikimedia Commons                | 13        | Uherské Hradiště | 597            | 49°8′35″ s. š., 17°21′8″ v. d.   | Železná rozhledna obložená dřevem stojí severně od obce Salaš. | Volně přístupná                                       |
| Skalka                                |                   |                                                                   | 10,3      | Uherské Hradiště | 492            | 49°1′30″ s. š., 17°50′40″ v. d.  | Dřevěná rozhledna nacházející se u města Bojkovice. | Volně přístupná                                       |
| Slovácký dvůr                         |                   | Kategorie „Slovácký dvůr (rozhledna)“ na Wikimedia Commons        | 11        | Uherské Hradiště | 175            | 49°0′43″ s. š., 17°26′24″ v. d.  | Dřevěná rozhledna v areálu Slováckého dvora v Ostrožské Nové Vsi | Volně přístupná                                       |
| U křížku                              |                   |                                                                   | 13        | Uherské Hradiště | ~600           | 48°55′47″ s. š., 17°43′10″ v. d. | Dřevěná rozhledna stojící na kopci nad Březovou, v katastru obce Suchá Loz. | Volně přístupná                                       |
| U Trojice                             |                   |                                                                   | 13        | Uherské Hradiště | ~350           | 48°58′34″ s. š., 17°39′28″ v. d. | Dřevěná rozhledna stojící na návrší nad Nivnicí. | Volně přístupná                                       |
| Údolní rozhledna Věruška              |                   |                                                                   | 5,2       | Vsetín           | 351            | 17°54′24″ s. š., 49°22′5″ v. d.  | Dřevěná rozhledna v Ratiboři. | Volně přístupná                                       |
| Vartovna                              |                   | Kategorie „Vartovna“ na Wikimedia Commons                         | 38        | Vsetín           | 651            | 49°16′11″ s. š., 17°56′14″ v. d. | Ocelová rozhledna na betonovém základě se tyčí na stejnojmenném kopci u obce Seninka. | Přístupná                                             |
| Velký Lopeník                         |                   | Kategorie „Velký Lopeník“ na Wikimedia Commons                    | 22        | Uherské Hradiště | 911            | 48°55′ s. š., 17°46′58″ v. d.    | Dřevěná rozhledna na betonovém základě nacházející se na česko-slovenských hranicích nedaleko obce Březová. | Přístupná za poplatek                                 |
| Vyhlídková věž v Archeoskanzenu Modrá |                   | Kategorie „Archeologický skanzen Modrá“ na Wikimedia Commons      | 12,5      | Uherské Hradiště | 210            | 49°6′11″ s. š., 17°24′24″ v. d.  | Dřevěná rozhledna v areálu Archeoskanzenu Modrá v obcí Modrá. | Vstupné do areálu                                     |
| Zdenička                              |                   | Kategorie „Lookout tower Zdenička“ na Wikimedia Commons           | 15        | Kroměříž         | 305            | 49°13′1″ s. š., 17°16′57″ v. d.  | Dřevěná rozhledna nacházející se na nejvyšším bodě areálu Gruntu Galatík v obci Těšánky. | Volně přístupná (za příznivého počasí)                |